# Praia Kayan (Cananéia)
A Praia Kayan (Cananéia) esta localizada na Ilha do Cardoso dentro de Cananéia, sendo uma praia selvagem, tranquila e deserta, dela se avista a Ilhota do Cação sendo que a praia é acessada por caminhada por trilhas a partir da Praia Cambriú (Cananéia).